# Geocrinia lutea
Geocrinia lutea es una especie de anfibio anuro de la familia Myobatrachidae.

## Distribución geográfica
Esta especie es endémica del suroeste de Australia Occidental. Se encuentra hasta 300 m sobre el nivel del mar.

## Publicación original
- Main, 1963 : A new species of Crinia (Anura: Leptodactylidae) from National Park, Nornalup. Western Australian Naturalist, vol. 8, p. 143-144.[6]